# ザルコマイシン
ザルコマイシン（Sarkomycin）は日本で最初に開発された抗腫瘍性抗生物質の一つである。
1951年に国立予防衛生研究所の梅澤濱夫により土壌中のStreptomyces erythrochromogenes Krainsky-W 155 C株より分離された。
臨床効果は関東逓信病院の石山らにより報告されたが、全体的に優れたものではなかった。一方で副作用も少なく、殆ど認められなかった。
最後はザルコマイシン産生株がザルコマイシンを生成しなくなってしまい、終了した。

## 参考資料
1. ↑  小項目事典,世界大百科事典内言及, デジタル大辞泉,精選版 日本国語大辞典,ブリタニカ国際大百科事典. “ザルコマイシンとは”. コトバンク. 2021年9月23日閲覧。
2. ↑  PubChem. “Sarkomycin” (英語). pubchem.ncbi.nlm.nih.gov. 2021年9月23日閲覧。
3. ↑  吉永直胤; 赤木正信; 緒方和郎; 田村清人; 小林新次郎『ザルコマイシンの使用経験』公益財団法人 日本感染症医薬品協会、1956年。doi:10.11554/antibiotics1953b.9.189。2021年9月23日閲覧。
4. 1 2  鈴木辰四郎; 堀内博『抗腫瘍性抗生物質ザルコマイシンの著効を奏した1例』公益財団法人 日本感染症医薬品協会、1955年。doi:10.11554/antibiotics1953b.8.61。2021年9月23日閲覧。
5. ↑  “・抗生物質の使用基準(◆昭和37年09月24日保発第42号)”. www.mhlw.go.jp. 2021年9月23日閲覧。
6. ↑  杉村隆 (2016). “日本の癌化学療法の黎明と癌研究”. 日本化学療法学会雑誌 64 (3):  497-502.